# ノーベル文学賞受賞者の一覧

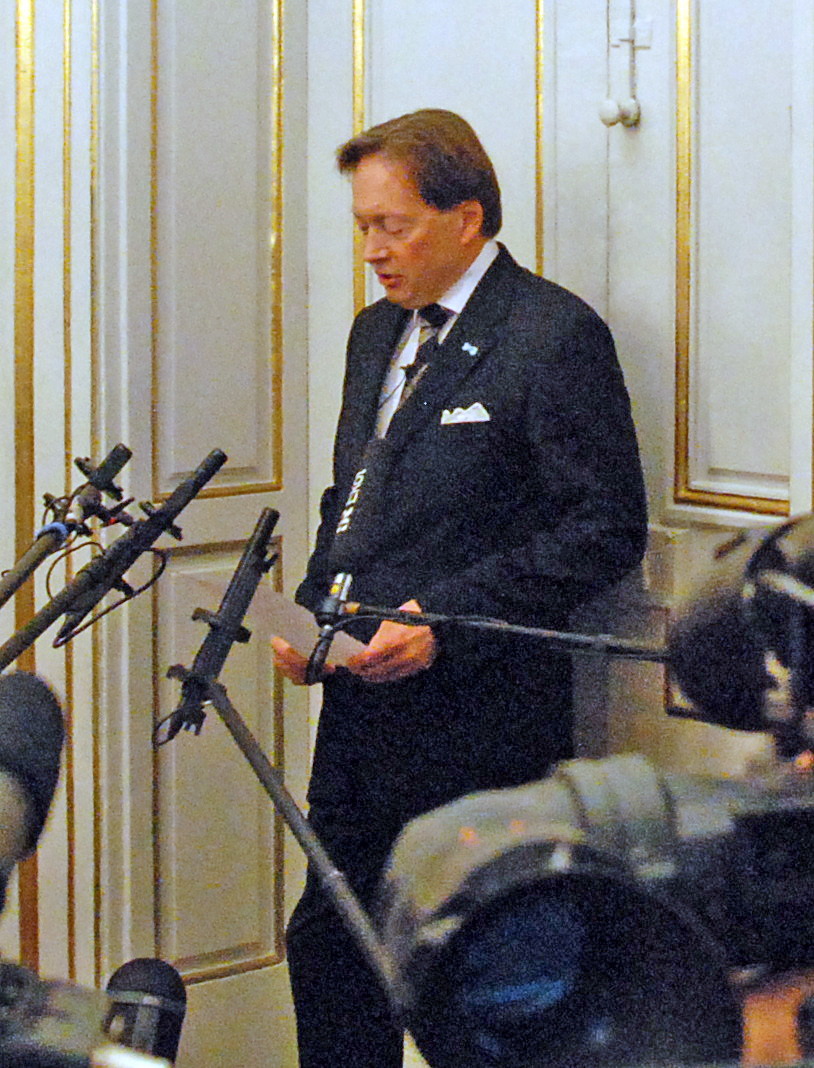
ホーラス・エングダール（スウェーデン・アカデミーの元事務局長）は、ジャン＝マリ・ギュスターヴ・ル・クレジオが2008年ノーベル文学賞の受賞者に決まったと発表した。

ノーベル文学賞受賞者の一覧（ノーベルぶんがくしょうじゅしょうしゃのいちらん）は、ノーベル文学賞の受賞者を一覧にしてまとめたものである。

## 概要
ノーベル文学賞（スウェーデン語：Nobelpriset i litteratur）は、文学において顕著な貢献をした作家に対して、年に一度スウェーデン・アカデミーから贈られる賞である。ノーベル賞の一つであり、アルフレッド・ノーベルが1895年に作成した遺言に基づいて設立された。文学賞の他にも、化学賞、物理学賞、平和賞、生理学・医学賞が設立されたが、経済学賞についてはノーベルの遺言に基づいたものではない。ノーベルの遺言により、ノーベル賞はノーベル財団により主催され、スウェーデン・アカデミーで選ばれた5人によるノーベル委員会から授与される。第一回ノーベル文学賞（1901年）の受賞者は、フランスのシュリ・プリュドムである。受賞者にはメダル、賞状、賞金が贈られ、賞金に関しては長年の間に度々変化している。1901年にプリュドムは150,782スウェーデン・クローナを贈られたが、これは2018年1月において8,823,637.78スウェーデン・クローナに等しい。毎年ノーベルの命日である12月10日にストックホルムで行われる式典で授与される。
2022年の時点で、ノーベル文学賞は119人（個人）に授与されている。1958年、ロシアのボリス・パステルナークは、ソビエト連邦政府の圧力により受賞を辞退させられた。1964年、ジャン＝ポール・サルトルが自らの意思で受賞辞退したが、サルトルは以前から一貫してすべての公式の賞を拒否していた。しかし、ノーベル委員会は辞退を認めず、両者も受賞者一覧に含めている。
これまで17人の女性が文学賞を受賞しており、平和賞に次いで2番目に多い。同時に2人が受賞した例が4例あり（1904年、1917年、1966年、1974年）、授与されなかった年が7年ある（1914年、1918年、1935年、1940年 – 1943年）。また、1年遅れた年も3年あり、1915年、1949年、2018年の文学賞は、それぞれの翌年の10月にその年の受賞者と合わせて授与された。

## 受賞者の一覧

### 1900年代
| 年   | 写真 | 受賞者                                           | 国                         | 言語           | 受賞理由 | ジャンル           |
| ---- | ---- | ------------------------------------------------ | -------------------------- | -------------- | --- | ------------------ |
| 1901 |      | シュリ・プリュドム (1839 – 1907)                 | フランス                   | フランス語     | 高尚な理想主義と芸術的完成度、心情と知性を組み合わせた詩的な著作に対して                                                               | 詩、随筆           |
| 1902 |      | テオドール・モムゼン (1817 – 1903)               | ドイツ                     | ドイツ語       | 特筆すべき著作"ローマ史"を代表作として、存命中の歴史の著作家の中では最大の巨匠であること                                               | 歴史、法律         |
| 1903 |      | ビョルンスティエルネ・ビョルンソン (1832 – 1910) | ノルウェー                 | ノルウェー語   | 新たな感性と精神の希少な純度の両方において高名であり、高貴で壮大、且つ多彩な詩に敬意を表して                                           | 詩、小説、戯曲     |
| 1904 |      | フレデリック・ミストラル (1830 – 1914)           | フランス                   | プロヴァンス語 | プロヴァンスの言語学者としての重要な業績の他、自然景観と人々の土着の精神を忠実に反映した、彼の詩作の新鮮な独創性と真の触発に対して     | 詩、哲学           |
| 1904 |      | ホセ・エチェガライ・イ・アイサギレ (1830 – 1914) | スペイン                   | スペイン語     | 独創的で個性的な手法でスペインの戯曲の偉大な伝統を復活させた、数多くの鮮やかな著作に対して"                                            | 戯曲               |
| 1905 |      | ヘンリク・シェンキェヴィチ (1846 – 1916)         | ポーランド · ( ロシア帝国) | ポーランド語   | 叙事詩作家としての顕著な功績に対して                                                                                                   | 小説               |
| 1906 |      | ジョズエ・カルドゥッチ (1835 – 1907)             | イタリア                   | イタリア語     | 入念な学究とその成果を評価するとともに、創造的なエネルギー、スタイルの新鮮さ、詩的な傑作を特徴づける叙情的な力に敬意を表して           | 詩                 |
| 1907 |      | ラドヤード・キップリング (1865 – 1936)           | イギリス                   | 英語           | 世界的に有名な作家の創作を特徴づける観察力、想像力の独創性、発想の意欲と、叙情の非凡な才能に対して                                     | 小説、短編小説、詩 |
| 1908 |      | ルドルフ・クリストフ・オイケン (1846 – 1926)     | ドイツ                     | ドイツ語       | 真実のための本格的検索、思考の一貫した力、視野の広さ、表現の暖かさと強さによって、数多くの作品の中で人生の理想主義的哲学を実証したこと | 哲学               |
| 1909 |      | セルマ・ラーゲルレーヴ (1858 – 1940)             | スウェーデン               | スウェーデン語 | その著作を特徴付ける崇高な理想主義、生気溢れる想像力、精神性の認識を称えて                                                             | 小説、短編小説     |

### 1910年代
| 年   | 写真       | 受賞者                                           | 国                       | 言語                       | 受賞理由 | ジャンル                                                   |
| ---- | ---------- | ------------------------------------------------ | ------------------------ | -------------------------- | --- | ---------------------------------------------------------- |
| 1910 |            | パウル・フォン・ハイゼ (1830 – 1914)             | ドイツ                   | ドイツ語                   | 叙情詩人、作家そして世界的に知られた短編小説家としての長年の創作活動を通して世に送り出してきた、無上の芸術性、理想主義の浸透を賞賛して                                                                     | 詩、戯曲、小説、短編小説                                   |
| 1911 |            | モーリス・メーテルリンク (1862 – 1949)           | ベルギー                 | フランス語                 | 多岐にわたる文学活動、特に戯曲の数々を評価して。また、豊かな想像力と詩的な空想は、時に御伽話の形を装いながらも、それぞれの作品が神秘的で読者ひとりひとりの感性に訴え想像力を刺激し、深い創造的発想を与えた | 戯曲、詩、随筆                                             |
| 1912 |            | ゲアハルト・ハウプトマン (1862 – 1949)           | ドイツ                   | ドイツ語                   | 主に戯曲の分野での豊饒で多様、且つ顕著な功績に対して | 戯曲, 小説                                                 |
| 1913 |            | ラビンドラナート・タゴール (1861 – 1941)         | インド · ( イギリス帝国) | ベンガル語および英語       | 西洋文学の一角をなす英語で思考し表現された、至極の技巧による彼の深く敏感な、鮮やかで美しい韻文に対して | 詩、小説、戯曲、短編小説、音楽、随筆、哲学、文芸批評、翻訳 |
| 1914 | 受賞者なし | 受賞者なし                                       | 受賞者なし               | 受賞者なし                 | 受賞者なし | 受賞者なし                                                 |
| 1915 |            | ロマン・ロラン (1866 – 1940)                     | フランス                 | フランス語                 | 文学活動の高尚な理想主義に、人類の異なるタイプを描写した思いやりと真の慈愛に、敬意を表して | 小説                                                       |
| 1916 |            | ヴェルネル・フォン・ヘイデンスタム (1859 – 1940) | スウェーデン             | スウェーデン語             | 文学における新時代を率先的に代表する者としての重要性を認めて | 詩、小説                                                   |
| 1917 |            | カール・ギェレルプ (1857 – 1919)                 | デンマーク               | デンマーク語およびドイツ語 | 崇高な理想に触発された、多様で豊かな詩に対して | 詩                                                         |
| 1917 |            | ヘンリク・ポントピダン (1857 – 1943)             | デンマーク               | デンマーク語               | "デンマークの現代の生活の本格的な描写に対して | 小説                                                       |
| 1918 | 受賞者なし | 受賞者なし                                       | 受賞者なし               | 受賞者なし                 | 受賞者なし | 受賞者なし                                                 |
| 1919 |            | カール・シュピッテラー (1845 – 1924)             | スイス                   | ドイツ語                   | 叙事詩"オリュンピアの春"に対して | 詩                                                         |

### 1920年代
| 年   | 写真 | 受賞者                                       | 国                                             | 言語         | 受賞理由                                                                                                   | ジャンル             |
| ---- | ---- | -------------------------------------------- | ---------------------------------------------- | ------------ | --- | -------------------- |
| 1920 |      | クヌート・ハムスン (1859 – 1952)             | ノルウェー                                     | ノルウェー語 | 代表的著作"土地の成長"に対して                                                                             | 小説                 |
| 1921 |      | アナトール・フランス (1844 – 1924)           | フランス                                       | フランス語   | 格調高い様式、人類への深い共感、優美さ、真なるガリア人気質からなる作風による、文学上の輝かしい功績によって | 小説、詩             |
| 1922 |      | ハシント・ベナベンテ (1866 – 1954)           | スペイン                                       | スペイン語   | スペインの戯曲の輝かしい伝統を継承する、幸福な手法に対して                                                 | 戯曲                 |
| 1923 |      | ウィリアム・バトラー・イェイツ (1865 – 1939) | アイルランド                                   | 英語         | 芸術性が高く精妙な詩歌によって国民全体の精神を表現した貢献に対して                                         | 詩                   |
| 1924 |      | ヴワディスワフ・レイモント (1867 – 1925)     | ポーランド                                     | ポーランド語 | 偉大なる国民的叙事詩"農民"に対して                                                                         | 小説                 |
| 1925 |      | ジョージ・バーナード・ショー (1856 – 1950)   | イギリス · アイルランド · (アイルランド生まれ) | 英語         | 他に類を見ない風刺に満ち、理想性と人間性を描いた作品を送り出した事に対して                                 | 戯曲、文芸評論       |
| 1926 |      | グラツィア・デレッダ (1871 – 1936)           | イタリア                                       | イタリア語   | 生まれ故郷の島での生活と人間の一般的な問題を深く人工的に明快に描写した、理想的な天来の著作に対して         | 詩、小説             |
| 1927 |      | アンリ・ベルクソン (1859 – 1941)             | フランス                                       | フランス語   | 豊かで活発な発想と、それが表現された鮮やかな技巧に対して                                                   | 哲学                 |
| 1928 |      | シグリ・ウンセット (1882 – 1949)             | ノルウェー · (デンマーク生まれ)                | ノルウェー語 | 中世北欧の生活についての力強い著述に対して                                                                 | 小説                 |
| 1929 |      | トーマス・マン (1875 – 1955)                 | ドイツ                                         | ドイツ語     | 現代の古典としての認識を広く得た傑作『ブッデンブローク家の人々』に対して                                   | 小説、短編小説、随筆 |

### 1930年代
| 年   | 写真       | 受賞者                                         | 国                          | 言語           | 受賞理由                                                                                                   | ジャンル             |
| ---- | ---------- | ---------------------------------------------- | --------------------------- | -------------- | --- | -------------------- |
| 1930 |            | シンクレア・ルイス (1885 – 1951)               | アメリカ                    | 英語           | 活き活きとした写実的な描写技術および機智とユーモアを伴った、新しいタイプの人物を造形する能力に対して       | 小説、短編、戯曲     |
| 1931 |            | エリク・アクセル・カールフェルト (1864 – 1931) | スウェーデン                | スウェーデン語 | エリク・アクセル・カールフェルトの詩に対して                                                               | 詩                   |
| 1932 |            | ジョン・ゴールズワージー (1867 – 1933)         | イギリス                    | 英語           | "フォーサイト物語"で頂点を極めた、優れた物語の芸術に対して                                                 | 小説                 |
| 1933 |            | イヴァン・ブーニン (1870 – 1953)               | ロシア · (ロシア帝国生まれ) | ロシア語       | 散文によって古典的なロシアの伝統を継承した厳格な芸術に対して                                               | 短編小説、詩、小説   |
| 1934 |            | ルイジ・ピランデルロ (1867 – 1936)             | イタリア                    | イタリア語     | 劇的且つ美しい芸術を、大胆且つ独創的に復活させたこと                                                       | 戯曲、小説、短編小説 |
| 1935 | 受賞者なし | 受賞者なし                                     | 受賞者なし                  | 受賞者なし     | 受賞者なし                                                                                                 | 受賞者なし           |
| 1936 |            | ユージン・オニール (1888 – 1953)               | アメリカ                    | 英語           | 悲劇の独創的な概念を具現化する、彼の戯曲の力強さ、誠実的さ、深い感情に対して                               | 戯曲                 |
| 1937 |            | ロジェ・マルタン・デュ・ガール (1881 – 1958)   | フランス                    | フランス語     | "チボー家の人々"で、現代の生活のいくつかの基本的な側面のみならず、人間の葛藤を描いた芸術の力と真実に対して | 小説                 |
| 1938 |            | パール・S・バック (1892 – 1973)                | アメリカ                    | 英語           | 中国での農民の生活について豊かで壮大な描写と彼女の伝記の傑作を評価して                                     | 小説、伝記           |
| 1939 |            | フランス・エーミル・シランペー (1888 – 1964)   | フィンランド                | フィンランド語 | 祖国の農民階層に対する深い理解と彼らの生き方と、自然との関係を描いた高い技術に対して                       | 小説                 |

### 1940年代
| 年   | 写真       | 受賞者                                           | 国                               | 言語         | 受賞理由 | ジャンル       |
| ---- | ---------- | ------------------------------------------------ | -------------------------------- | ------------ | --- | -------------- |
| 1940 | 受賞者なし | 受賞者なし                                       | 受賞者なし                       | 受賞者なし   | 受賞者なし | 受賞者なし     |
| 1941 | 受賞者なし | 受賞者なし                                       | 受賞者なし                       | 受賞者なし   | 受賞者なし | 受賞者なし     |
| 1942 | 受賞者なし | 受賞者なし                                       | 受賞者なし                       | 受賞者なし   | 受賞者なし | 受賞者なし     |
| 1943 | 受賞者なし | 受賞者なし                                       | 受賞者なし                       | 受賞者なし   | 受賞者なし | 受賞者なし     |
| 1944 |            | ヨハネス・ヴィルヘルム・イェンセン (1873 – 1950) | デンマーク                       | デンマーク語 | 広い視野の知的好奇心と大胆で新鮮な創造的スタイルに結びつけられた、彼の詩的想像力の類稀なる強さと豊かさに対して | 小説、短編小説 |
| 1945 |            | ガブリエラ・ミストラル (1889 – 1957)             | チリ                             | スペイン語   | 力強い動機に触発された抒情詩によって、彼女の名が全ラテンアメリカ世界の理想主義的な願望の象徴と化したこと       | 詩             |
| 1946 |            | ヘルマン・ヘッセ (1877 – 1962)                   | ドイツ · スイス · (ドイツ生まれ) | ドイツ語     | 古典的な博愛家の理想と上質な文章を例示する、大胆さと洞察の中で育まれた豊かな筆業に対して                       | 小説、詩       |
| 1947 |            | アンドレ・ジッド (1869 – 1951)                   | フランス                         | フランス語   | 人間の問題や状況を、真の大胆不敵な愛と鋭い心理洞察力で表現した、包括的で芸術的に重要な著作に対して             | 小説、随筆     |
| 1948 |            | T・S・エリオット (1888 – 1965)                   | イギリス · (アメリカ生まれ)      | 英語         | 詩文学への卓越した貢献に対して                                                                                 | 詩             |
| 1949 |            | ウィリアム・フォークナー (1897 – 1962)           | アメリカ                         | 英語         | アメリカの現代小説に対する、強力かつ独創的な貢献に対して                                                       | 小説、短編小説 |

### 1950年代
| 年   | 写真 | 受賞者                                   | 国                                        | 言語           | 受賞理由 | ジャンル                         |
| ---- | ---- | ---------------------------------------- | ----------------------------------------- | -------------- | --- | -------------------------------- |
| 1950 |      | バートランド・ラッセル (1872 – 1970)     | イギリス                                  | 英語           | 人道的理想や思想の自由を尊重する、彼の多様で顕著な著作群を表彰して                                               | 哲学                             |
| 1951 |      | ペール・ラーゲルクヴィスト (1891 – 1974) | スウェーデン                              | スウェーデン語 | 人類が直面する永遠の課題に対し詩作により解を探ろうと試みる芸術的活力と真の意味での精神的自立に対して             | 詩、小説、短編小説、戯曲         |
| 1952 |      | フランソワ・モーリアック (1885 – 1970)   | フランス                                  | フランス語     | 小説の人間生活のドラマに浸透した、深い精神的な洞察力と芸術的な強さに対して                                       | 小説、短編小説                   |
| 1953 |      | ウィンストン・チャーチル (1874 – 1965)   | イギリス                                  | 英語           | "歴史や伝記の記述の熟達に加え、高揚した人間の価値についての雄弁な庇護者であること                                | 歴史、随筆、回想録               |
| 1954 |      | アーネスト・ヘミングウェイ (1899 – 1961) | アメリカ                                  | 英語           | "老人と海"に代表される、叙述の芸術への熟達と、現代のストーリーテリングの形式に及ぼした影響に対して               | 小説、短編小説、脚本             |
| 1955 |      | ハルドル・ラクスネス (1902 – 1998)       | アイスランド                              | アイスランド語 | アイスランドの偉大な物語の芸術を革新した、彼の鮮やかで壮大な力に対して                                           | 小説、短編小説、戯曲、詩         |
| 1956 |      | フアン・ラモン・ヒメネス (1881 – 1958)   | スペイン                                  | スペイン語     | 高邁な精神と芸術的純度の一例を構成する、スペイン語による彼の叙情的な詩に対して                                   | 詩                               |
| 1957 |      | アルベール・カミュ (1913 – 1960)         | フランス · (フランス領アルジェリア生まれ) | フランス語     | この時代における人類の道義心に関する問題点を、明確な視点から誠実に照らし出した、彼の重要な文学的創作活動に対して | 小説、短編小説、戯曲、哲学、随筆 |
| 1958 |      | ボリス・パステルナーク (1890 – 1960)     | ソビエト連邦                              | ロシア語       | 叙情的な詩、および大ロシアの歴史的伝統に関する分野における、彼の重要な功績に対して                               | 小説、詩、翻訳                   |
| 1959 |      | サルヴァトーレ・クァジモド (1901 – 1968) | イタリア                                  | イタリア語     | 古典的な火で現代の生活の悲劇的な経験を照らし出す、叙情的な詩に対して                                             | 詩                               |

### 1960年代
| 年   | 写真 | 受賞者                                         | 国                                                  | 言語                   | 受賞理由                                                                                     | ジャンル                                   |
| ---- | ---- | ---------------------------------------------- | --------------------------------------------------- | ---------------------- | -------------------------------------------------------------------------------------------- | ------------------------------------------ |
| 1960 |      | サン＝ジョン・ペルス (1887 – 1975)             | フランス · (グアドループ生まれ)                     | フランス語             | 我々の時代の状況を先見的に反映した、彼の詩の高らかな飛翔と喚情的な形象に対して               | 詩                                         |
| 1961 |      | イヴォ・アンドリッチ (1892 – 1975)             | ユーゴスラビア · （オーストリア、ハンガリー生まれ） | セルビア・クロアチア語 | 自国の歴史の主題と人間の運命を描いた、彼の偉大な力量に対して                                 | 小説、短編小説                             |
| 1962 |      | ジョン・スタインベック (1902 – 1968)           | アメリカ                                            | 英語                   | "優れた思いやりのあるユーモアと鋭い社会観察を結びつけた、現実的で想像力のある著作に対して    | 小説、短編小説、脚本                       |
| 1963 |      | イオルゴス・セフェリス (1900 – 1971)           | ギリシャ王国 · (オスマン帝国生まれ)                 | ギリシャ語             | ヘレネの世界観への深い感情から着想を得た、優れた詩作に対して                                 | 詩、随筆、回想録                           |
| 1964 |      | ジャン＝ポール・サルトル (1905 – 1980)         | フランス                                            | フランス語             | アイデアが豊富で、自由の精神と真実の探求に満ちた作品は広範囲にわたる影響を及ぼしたため       | 小説、短編小説、哲学、戯曲、文芸評論、脚本 |
| 1965 |      | ミハイル・ショーロホフ (1905 – 1984)           | ソビエト連邦                                        | ロシア語               | ロシアの人々の生活の歴史的な段階を表現した芸術の力と整合性に対して                           | 小説                                       |
| 1966 |      | シュムエル・アグノン (1888 – 1970)             | イスラエル · (ハンガリー生まれ)                     | ヘブライ語             | ユダヤ人の人々の生活をモチーフにした深遠に個性的な叙述の芸術に対して                         | 小説、短編小説                             |
| 1966 |      | ネリー・ザックス (1891 – 1970)                 | ドイツ · スウェーデン · (ドイツ生まれ)              | ドイツ語               | イスラエルの運命を伝える優れた詩と劇作に対して                                               | 詩、戯曲                                   |
| 1967 |      | ミゲル・アンヘル・アストゥリアス (1899 – 1974) | グアテマラ                                          | スペイン語             | ラテンアメリカの原住民の伝統と国民性に深く根ざした鮮やかな文学的業績に対して                 | 小説、詩                                   |
| 1968 |      | 川端康成 (1899 – 1972)                         | 日本                                                | 日本語                 | 日本人の心の真髄をすぐれた感受性をもって表現し、世界の人々に深い感銘を与えたため             | 小説、短編小説                             |
| 1969 |      | サミュエル・ベケット (1906 – 1989)             | アイルランド                                        | フランス語および英語   | 小説と戯曲の新たな形式の中で、現代人の悲惨を描き、その芸術的な偉業を果たした彼の作品に対して | 小説、戯曲、詩                             |

### 1970年代
| 年   | 写真 | 受賞者                                           | 国                                | 言語           | 受賞理由 | ジャンル               |
| ---- | ---- | ------------------------------------------------ | --------------------------------- | -------------- | --- | ---------------------- |
| 1970 |      | アレクサンドル・ソルジェニーツィン (1918 – 2008) | ソビエト連邦                      | ロシア語       | ロシア文学の不可欠な伝統を追求したその倫理的な力に対して                                                               | 小説                   |
| 1971 |      | パブロ・ネルーダ (1904 – 1973)                   | チリ                              | スペイン語     | 一国の大陸の運命と、多くの人々の夢に生気を与える源となった、力強い詩的作品に対して                                     | 詩                     |
| 1972 |      | ハインリヒ・ベル (1917 – 1985)                   | ドイツ                            | ドイツ語       | 同時代への幅広い眺望と鋭い描写によって、ドイツ文学の刷新に貢献した                                                     | 小説、短編小説         |
| 1973 |      | パトリック・ホワイト (1912 – 1990)               | オーストラリア · (イギリス生まれ) | 英語           | 文学に新大陸をもたらした叙事詩と心理的叙述の芸術に対して                                                               | 小説、短編小説、戯曲   |
| 1974 |      | エイヴィンド・ユーンソン (1900 – 1976)           | スウェーデン                      | スウェーデン語 | 各地域および各時代を俯瞰しつつ自由のために奉仕する語りの技法に対して                                                   | 小説                   |
| 1974 |      | ハリー・マーティンソン (1904 – 1978)             | スウェーデン                      | スウェーデン語 | 露のひとしずくを捉えて宇宙を映し出す作品群に対して                                                                     | 詩、小説、戯曲         |
| 1975 |      | エウジェーニオ・モンターレ (1896 – 1981)         | イタリア                          | イタリア語     | 偉大な芸術的感性を伴い、幻想のない人生観の兆候の下で、人間の価値を解釈する独特の詩作に対して                           | 詩                     |
| 1976 |      | ソール・ベロー (1915 – 2005)                     | アメリカ · (カナダ生まれ)         | 英語           | 人間の理解と、捉え難い現代文化の分析に対して                                                                           | 小説、短編小説         |
| 1977 |      | ビセンテ・アレイクサンドレ (1898 – 1984)         | スペイン                          | スペイン語     | 宇宙と現代社会の中の人間の状況を照らし出すと同時に、戦時のスペイン語詩の偉大な革新を表す創造的な詩作に対して           | 詩                     |
| 1978 |      | アイザック・バシェヴィス・シンガー (1902 – 1991) | アメリカ · ポーランド             | イディッシュ語 | ポーランド·ユダヤ文化の伝統に根ざし、生命に普遍的な人間の条件をもたらす情熱的な文芸作品に対して                        | 小説、短編小説、回想録 |
| 1979 |      | オデッセアス・エリティス (1911 – 1996)           | ギリシャ                          | ギリシャ語     | ギリシアの伝統的背景に抗う詩作によって、感覚的な強さと知的で明確な視野を通して、現代人の自由と創造のための闘争を描いた | 詩、随筆               |

### 1980年代
| 年   | 写真 | 受賞者                                       | 国                                                      | 言語               | 受賞理由 | ジャンル                 |
| ---- | ---- | -------------------------------------------- | ------------------------------------------------------- | ------------------ | --- | ------------------------ |
| 1980 |      | チェスワフ・ミウォシュ (1911 – 2004)         | · ポーランド                                            | ポーランド語       | 妥協のない明確な視野を持ち、深刻な紛争世界にある人間がさらされた状況を表明した                                       | 詩、随筆                 |
| 1981 |      | エリアス・カネッティ (1905 – 1994)           | イギリス · (ブルガリア生まれ)                           | ドイツ語           | 着想と芸術性に富み、幅広い視野によって書かれた著作に対して                                                           | 小説、戯曲、回想録、随筆 |
| 1982 |      | ガブリエル・ガルシア＝マルケス (1927 – 2014) | コロンビア                                              | スペイン語         | 現実的なものと幻想的なものとを融合させて、一つの大陸の生と葛藤の実相を反映する豊かな想像力の世界を構築した           | 小説、短編小説、脚本     |
| 1983 |      | ウィリアム・ゴールディング (1911 – 1993)     | イギリス                                                | 英語               | 現実的な物語の芸術の明快さと多様性、神話の普遍性に満ちた小説によって、現代世界の人間が置かれた状況を照らし出したこと | 小説、詩、戯曲           |
| 1984 |      | ヤロスラフ・サイフェルト (1901 – 1986)       | チェコスロバキア · (オーストリア＝ハンガリー帝国生まれ) | チェコ語           | 新鮮さ、官能性、豊かな創意性に富んだ詩によって、不屈の精神と人間の多様性の解放的なイメージを与えたこと               | 詩                       |
| 1985 |      | クロード・シモン (1913 – 2005)               | フランス · (マダガスカル生まれ)                         | フランス語         | 詩人の創造性と画家の創造性を深めた意識に結びつけ、人間の状況を描写した                                               | 小説、文芸評論           |
| 1986 |      | ウォーレ・ショインカ (1934 – )               | ナイジェリア                                            | 英語               | 幅広い文化的視点と、詩的な響きによって、存在のドラマを創り上げたこと                                                 | 戯曲、小説、詩、脚本     |
| 1987 |      | ヨシフ・ブロツキー (1940 – 1996)             | アメリカ · (ソビエト連邦生まれ)                         | ロシア語および英語 | 思考の明快さと詩的な力強さが一体化した、包括的な作品群にたいして                                                     | 詩、随筆                 |
| 1988 |      | ナギーブ・マフフーズ (1911 – 2006)           | エジプト                                                | アラビア語         | ニュアンスに富んだ作品群を通して、全人類に普遍性を持つアラビア語の創作芸術を形成したこと                             | 小説、短編小説           |
| 1989 |      | カミーロ・ホセ・セラ (1916 – 2002)           | スペイン                                                | スペイン語         | 人間の脆弱性の挑戦的なビジョンを形成する、自制的な憐憫を含んだ、豊穣で徹底した散文に対して                           | 小説、短編小説、随筆、詩 |

### 1990年代
| 年   | 写真 | 受賞者                                   | 国                        | 言語         | 受賞理由 | ジャンル                   |
| ---- | ---- | ---------------------------------------- | ------------------------- | ------------ | --- | -------------------------- |
| 1990 |      | オクタビオ・パス (1914 – 1998)           | メキシコ                  | スペイン語   | 広い視野を持ち、先鋭的知性と人文主義的高潔さを特徴とした、情熱的な作品に対して                                                   | 詩、随筆、評論             |
| 1991 |      | ナディン・ゴーディマー (1923 – 2014)     | 南アフリカ                | 英語         | 彼女の壮大な叙事詩が、"アルフレッド・ノーベルの言葉"に即した、人文主義にとっての重要な利益であったこと                           | 小説、短編小説、随筆、戯曲 |
| 1992 |      | デレック・ウォルコット (1930 – 2017)     | セントルシア              | 英語         | 偉大なる明るさ、歴史的な視野に支えられた、多文化融合の産物たる詩的創作に対して                                                   | 詩、戯曲                   |
| 1993 |      | トニ・モリスン (1931 – 2019)             | アメリカ                  | 英語         | 先見的な力と詩的な重要性によって特徴付けられた小説で、アメリカの現実の重要な側面に生気を与えたこと                               | 小説                       |
| 1994 |      | 大江健三郎 (1935 – 2023)                 | 日本                      | 日本語       | 詩趣に富む表現力を持ち、現実と虚構が一体となった世界を創作して、読者の心に揺さぶりをかけるように現代人の苦境を浮き彫りにしている | 小説、短編小説、随筆、評論 |
| 1995 |      | シェイマス・ヒーニー (1939 – 2013)       | アイルランド              | 英語         | 日々の奇跡と生き生きとした過去を称える、詩的な美しさと民族的な深みを持つ作品に対して                                             | 詩、戯曲、翻訳             |
| 1996 |      | ヴィスワヴァ・シンボルスカ (1923 – 2012) | ポーランド                | ポーランド語 | 皮肉をはらんだ緻密な詩によって、人間のリアリティのフラグメントに光を当て、その歴史的、生物学的文脈を浮き彫りにした               | 詩、随筆、翻訳             |
| 1997 |      | ダリオ・フォ (1926 – 2016)               | イタリア                  | イタリア語   | 中世的な道化や権威を風刺し、弱者の尊厳を庇護したこと                                                                             | 戯曲                       |
| 1998 |      | ジョゼ・サラマーゴ (1922 – 2010)         | ポルトガル                | ポルトガル語 | 想像、哀れみ、イロニーを盛り込んだ寓話によって我々がとらえにくい現実を描いた                                                     | 小説、戯曲、詩             |
| 1999 |      | ギュンター・グラス (1927 – 2015)         | ドイツ (グダニスク生まれ) | ドイツ語     | 遊戯と風刺に満ちた作品により歴史の忘れられた側面を描き出した                                                                     | 小説、戯曲、詩             |

### 2000年代
| 年   | 写真 | 受賞者                                             | 国                                       | 言語         | 受賞理由                                                                                               | ジャンル                               |
| ---- | ---- | -------------------------------------------------- | ---------------------------------------- | ------------ | --- | -------------------------------------- |
| 2000 |      | 高行健 (1940 – )                                   | フランス (since 1998) · 中国 (1940–1998) | 中国語       | 普遍的な正当性、痛烈な洞察力、独創性をもった作品によって中国の小説や劇作に新たな道を開いたこと         | 小説、戯曲、文芸論評                   |
| 2001 |      | V・S・ナイポール (1932 – 2018)                     | イギリス · (トリニダード・トバゴ生まれ)  | 英語         | 知覚的な文体と永続的な調査により仕上げられた作品によって、抑圧的な歴史の存在を直視させたこと           | 小説、随筆                             |
| 2002 |      | ケルテース・イムレ (1929 – 2016)                   | ハンガリー                               | ハンガリー語 | 人間が社会的圧力に服従している時代にあって、個人として生き、考え続ける可能性を追求した                 | 小説                                   |
| 2003 |      | J・M・クッツェー (1940 – )                         | オーストラリア · 南アフリカ              | 英語         | 部外者が巻き込まれていくさまを、無数の手法を用いながら意表をついた物語によって描いたこと               | 小説、随筆、翻訳                       |
| 2004 |      | エルフリーデ・イェリネク (1946 – )                 | オーストリア                             | ドイツ語     | 社会の不条理と抑圧を並はずれた言葉への情熱を持って描き出した                                           | 小説、戯曲                             |
| 2005 |      | ハロルド・ピンター (1930 – 2008)                   | イギリス                                 | 英語         | 日常の対話の中に潜在する危機を晒し出し、抑圧された閉鎖空間に突破口を開いたこと                         | 戯曲、脚本                             |
| 2006 |      | オルハン・パムク (1952 – )                         | トルコ                                   | トルコ語     | 文明の衝突と混交との新たな象徴を見出した                                                               | 小説、脚本、自伝、随筆                 |
| 2007 |      | ドリス・レッシング (1919 – 2013)                   | イギリス · ジンバブエ · (イラン生まれ)   | 英語         | 懐疑と激情、予見力をもって、対立する文明を吟味した                                                     | 小説、戯曲、詩、短編小説、回想録、自伝 |
| 2008 |      | ジャン＝マリ・ギュスターヴ・ル・クレジオ (1940 – ) | フランス · モーリシャス                  | フランス語   | 新たな旅立ち、詩的な冒険、官能的悦楽の書き手となって、支配的な文明を超越した人間性とその裏側を探究した | 詩、短編小説、随筆、翻訳               |
| 2009 |      | ヘルタ・ミュラー (1953 – )                         | ドイツ · (ルーマニア生まれ)              | ドイツ語     | 凝縮した詩と率直な散文によって、収奪された人々の風景を描いた                                           | 小説、短編小説、詩、随筆               |

### 2010年代
| 年   | 写真 | 受賞者                                         | 国                            | 言語           | 受賞理由                                                                                     | ジャンル                           |
| ---- | ---- | ---------------------------------------------- | ----------------------------- | -------------- | -------------------------------------------------------------------------------------------- | ---------------------------------- |
| 2010 |      | マリオ・バルガス・リョサ (1936 – 2025)         | ペルー · スペイン             | スペイン語     | 権力構造の地図と、個人の抵抗と反抗、そしてその敗北を鮮烈なイメージで描いたこと               | 小説、短編小説、随筆、戯曲、回想録 |
| 2011 |      | トーマス・トランストロンメル (1931 – 2015)     | スウェーデン                  | スウェーデン語 | 稠密で透光性のあるイメージを通じて、読者に現実への斬新な道筋を与えたこと                     | 詩、翻訳                           |
| 2012 |      | 莫言 (1955 – )                                 | 中国                          | 中国語         | 幻覚的なリアリズムによって民話、歴史、現代を融合させたこと                                   | 小説、短編小説                     |
| 2013 |      | アリス・マンロー (1931 – 2024)                 | カナダ                        | 英語           | 現代短篇小説の名手として                                                                     | 短編小説                           |
| 2014 |      | パトリック・モディアノ (1945 – )               | フランス                      | フランス語     | 最も捉え難い人々の運命を呼び起こし、占領下の生活世界を明らかにした記憶の芸術に対して         | 小説、脚本、戯曲                   |
| 2015 |      | スヴェトラーナ・アレクシエーヴィッチ (1948 – ) | ベラルーシ · (ソビエト生まれ) | ロシア語       | 我々の時代における苦難と勇気の記念と言える、多声的な叙述に対して                             | ノンフィクション、歴史、随筆       |
| 2016 |      | ボブ・ディラン (1941 – )                       | アメリカ                      | 英語           | 米国歌謡の伝統の中に新しい詩の表現を創造したこと                                             | 詩、作詞                           |
| 2017 |      | カズオ・イシグロ (1954 – )                     | イギリス (日本生まれ)         | 英語           | 壮大な感情の力を持った小説を通し、幻想的な世界とのつながりの感覚の下にある深淵を発見したこと | 小説、短編小説、脚本               |
| 2018 |      | オルガ・トカルチュク (1962 – )                 | ポーランド                    | ポーランド語   | 博学的な情熱によって、生き方としての越境を象徴する物語の想像力に対して                       | 小説、短編小説、詩、随筆、脚本     |
| 2019 |      | ペーター・ハントケ (1942 – )                   | オーストリア                  | ドイツ語       | 言語の創意工夫により人間の経験の周辺と特異性を探求した影響力のある作品に対して               | 小説、短編小説、戯曲、翻訳、脚本   |

### 2020年代
| 年   | 写真 | 受賞者                             | 国                                                      | 言語         | 受賞理由 | ジャンル |
| ---- | ---- | ---------------------------------- | ------------------------------------------------------- | ------------ | --- | -------- |
| 2020 |      | ルイーズ・グリュック (1943 – 2023) | アメリカ                                                | 英語         | 厳粛な美しさで個人の存在を普遍的とした詩的な表現に対して                                                                   | 詩、随筆 |
| 2021 |      | アブドゥルラザク・グルナ (1948 – ) | イギリス · (ザンジバル生まれ、現在はタンザニアに属する) | 英語         | 植民地主義のもたらした影響と、異なる文化と大陸の狭間に置かれた難民が辿った運命への、妥協のない、情熱の込もった洞察に対して | 小説     |
| 2022 |      | アニー・エルノー(1940 - )          | フランス                                                | フランス語   | 個人的な記憶の根源と疎外、および集団的抑圧を暴いた勇気と分析的鋭敏さに対して                                               | 小説     |
| 2023 |      | ヨン・フォッセ(1959 - )            | ノルウェー                                              | ノルウェー語 | 言葉では言い尽くせないものに声を与えるような、革新的な演劇と散文に対して                                                   | 戯曲     |
| 2024 |      | 韓江(1970 - )                      | 韓国                                                    | 朝鮮語       | 歴史的なトラウマと対峙し、人間の生命の儚さを露呈させた、迫力ある詩的な散文に対して                                         | 小説     |

## 各国の受賞者
1901年から2024年まで、121人が受賞している。
| 国                  | 人数 |
| ------------------- | ---- |
| フランス            | 18   |
| アメリカ合衆国      | 13   |
| イギリス            | 11   |
| ドイツ              | 10   |
| スウェーデン        | 8    |
| ポーランド          | 6    |
| スペイン            | 6    |
| イタリア            | 6    |
| アイルランド        | 4    |
| ロシア/ソビエト連邦 | 4    |
| ノルウェー          | 4    |
| デンマーク          | 3    |
| チリ                | 2    |
| ギリシャ            | 2    |
| 日本                | 2    |
| 南アフリカ共和国    | 2    |
| スイス              | 2    |
| オーストリア        | 2    |
| オーストラリア      | 1    |
| ベラルーシ          | 1    |
| ベルギー            | 1    |
| ブルガリア          | 1    |
| カナダ              | 1    |
| 中国                | 1    |
| コロンビア          | 1    |
| チェコスロバキア    | 1    |
| エジプト            | 1    |
| フィンランド        | 1    |
| グアテマラ          | 1    |
| ハンガリー          | 1    |
| アイスランド        | 1    |
| インド              | 1    |
| イスラエル          | 1    |
| モーリシャス        | 1    |
| メキシコ            | 1    |
| ナイジェリア        | 1    |
| ペルー              | 1    |
| ポルトガル          | 1    |
| セントルシア        | 1    |
| トルコ              | 1    |
| ユーゴスラビア      | 1    |
| タンザニア          | 1    |
| 韓国                | 1    |

1人は無国籍に分類されている（イヴァン・ブーニン、1933年）。

## 言語による分類
1901年から2024年まで、121人が受賞している。
| 言語                      | 人数     |
| ------------------------- | -------- |
| 英語                      | 30(33)1  |
| フランス語                | 16       |
| ドイツ語                  | 14 (15)2 |
| スペイン語                | 11       |
| スウェーデン語            | 7        |
| イタリア語                | 6        |
| ロシア語                  | 6        |
| ポーランド語              | 5        |
| ノルウェー語              | 4        |
| デンマーク語              | 3        |
| 中国語                    | 2        |
| ギリシャ語                | 2        |
| 日本語                    | 2        |
| アラビア語                | 1        |
| ベンガル語                | 1        |
| チェコ語                  | 1        |
| フィンランド語            | 1        |
| ヘブライ語                | 1        |
| ハンガリー語              | 1        |
| アイスランド語            | 1        |
| プロヴァンス語 (オック語) | 1        |
| ポルトガル語              | 1        |
| セルビア・クロアチア語    | 1        |
| トルコ語                  | 1        |
| イディッシュ語            | 1        |
| 朝鮮語                    | 1        |

1
- ラビンドラナート・タゴール（1913年）はベンガル語と英語で執筆している。
- サミュエル・ベケット（1969年）はフランス語と英語で執筆している。
- ヨシフ・ブロツキー（1987年）はロシア語で詩を、英語で散文を執筆している。

2カール・ギェレルプはデンマーク語とドイツ語で執筆している。

## 性別による分類
1901年から2024年まで、121人が受賞している。
| 年代      | 男  | 女 |
| --------- | --- | -- |
| 1900–1909 | 9   | 1  |
| 1910–1919 | 9   | 0  |
| 1920–1929 | 8   | 2  |
| 1930–1939 | 8   | 1  |
| 1940–1949 | 5   | 1  |
| 1950–1959 | 10  | 0  |
| 1960–1969 | 10  | 1  |
| 1970–1979 | 11  | 0  |
| 1980–1989 | 10  | 0  |
| 1990–1999 | 7   | 3  |
| 2000–2009 | 7   | 3  |
| 2010–2019 | 7   | 3  |
| 2020–2029 | 2   | 3  |
| 合計      | 103 | 18 |